# Valerio Agnoli
Valerio Agnoli, född 6 januari 1985 i Alatri, Italien, är en professionell italiensk tävlingscyklist. Sedan säsongen 2008 tävlar han för det italienska UCI ProTour-stallet Team Liquigas. Han blev professionell 2004 med det italienska stallet Domina Vacanze, där han bland annat var stallkamrat med Mario Cipollini. Året därpå tävlade han i det italienska stallet Naturino-Sapore di Mare, som var en fortsättning på Domina Vacanze. 
Under säsongen 2003 vann han den italienska juniortävlingen Giro della Lunigiana.
Agnoli slutade trea i det kinesiska etapploppet Tour of Qinghai Lake 2005. Han vann också den åttonde etappen av tävlingen före Asan Bazajev och Ryan Cox. 
Valerio Agnoli var med och hjälpte sitt stall Team Liquigas att vinna den första etappen, ett lagtempolopp, på Vuelta a España 2008.
I juni 2009 slutade italienaren trea på Memorial Pantani-Trofeo Mercatone Uno bakom Roberto Ferrari och Giovanni Visconti.

## Meriter
2003
1:a, Giro della Lunigiana (U19)
2005
3:a, Tour of Qinghai Lake
Etapp 8, Tour of Qinghai Lake
2008
1:a, etapp 1, Vuelta a España (lagtempolopp)
2009
3:a, Memorial Pantani-Trofeo Mercatone Uno

## Stall
- 2004 Domina Vacanze
- 2005-2006 Naturino-Sapore di Mare
- 2007 Aurum Hotels
- 2008- Team Liquigas